# Pat and the 400
Pat and the 400 (o Pat and the Four Hundred) è un cortometraggio muto del 1910. Il nome del regista non viene riportato nei credit.

## Produzione
Il film fu prodotto dalla Essanay Film Manufacturing Company.

## Distribuzione
Distribuito dall'Essanay Film Manufacturing Company, il film - un cortometraggio di 218 metri - uscì nelle sale cinematografiche USA il 29 giugno 1910. Nelle proiezioni, veniva programmato con il sistema dello split reel, accorpato in un'unica bobina con un altro cortometraggio prodotto dall'Essanay, la commedia C-H-I-C-K-E-N Spells Chicken.